# زیگانوفکا
زیگانوفکا (انگلیسی: Ziganovka) یک شهرک در شهرستان ایشیمبایسکی استان باشقیرستان کشور روسیه است.